# Johann Christoph Friedrich Baumgarten
Johann Christoph Friedrich Baumgarten, auch J. C. F. Baumgarten (* 8. September 1773 in Magdeburg; † 16. Juli 1847 ebenda) war ein deutscher Pädagoge und Schulbuchautor.

## Leben
Nach seinem Schulabschluss am Magdeburger Domgymnasium studierte Baumgarten am Landschullehrerseminar im nahen Kloster Berge, wo er unter Friedrich Gabriel Resewitz (1728–1806) und Christian Friedrich Schewe (1751–1812) die Befähigung zum Lehramt erwarb. Von 1797 bis 1803 arbeitete er als Lehrer und Rektor in Dodendorf, bevor er als Oberlehrer nach Magdeburg an die damalige Erwerbsschule wechselte. Nach deren Umwandlung in eine Höhere Töchterschule im Zuge der Schulreformen Karl Christoph Gottlieb Zerrenners 1819 stand er dem Lyzeum ab 1823 bis zu seiner Pensionierung 1846 auch als Rektor vor; bis 1835 war er zugleich als Lehrer am königlichen Schullehrerseminar tätig. Zumindest in den 1810er und 1820er Jahren lebte Baumgarten an der Adresse Breiter Weg 109.

## Pädagogisches Wirken
Bereits während seiner Zeit als Rektor in Dodendorf verfasste Baumgarten erste praktische Abhandlungen zur Unterrichtsmethodik insbesondere an Land- und Volksschulen, die auf fachliche und behördliche Anerkennung stießen. Später kamen zahlreiche weitere mehrbändige pädagogische Veröffentlichungen und Schulbücher hinzu, die weit über die Region hinaus Verbreitung fanden und die Lernmethoden an ländlichen Schulen wesentlich beeinflussten. Einen herausragenden Anteil hatte Baumgarten auch an der Entwicklung des Mädchenschulwesens seiner Heimat.

### Entwicklung derOrthographischen Vorlegeblätter und Uebungsstücke

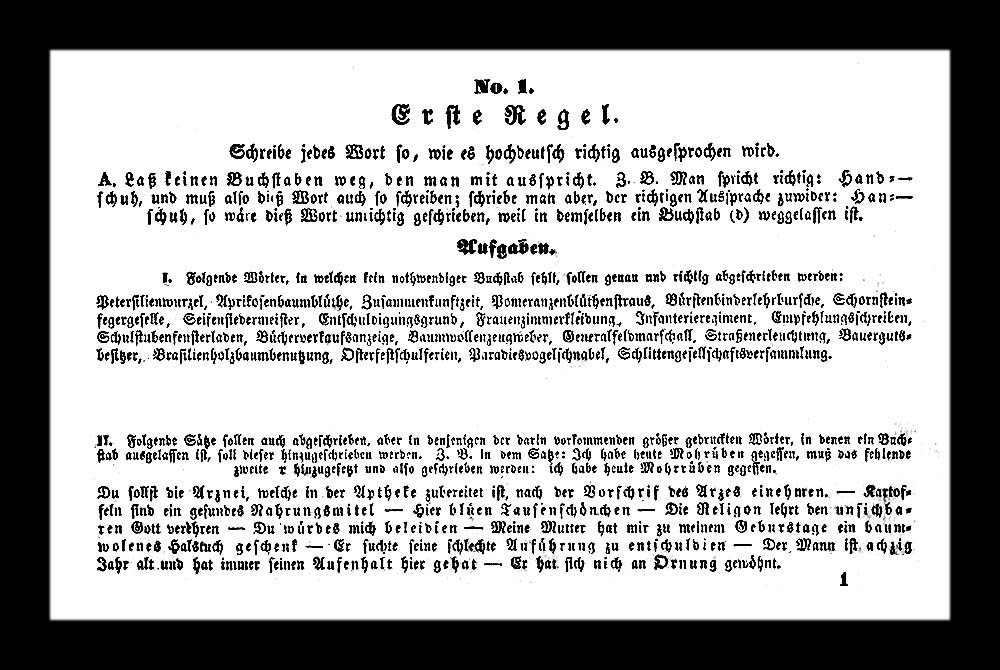
Blatt 1: Erste Rechtschreibregel

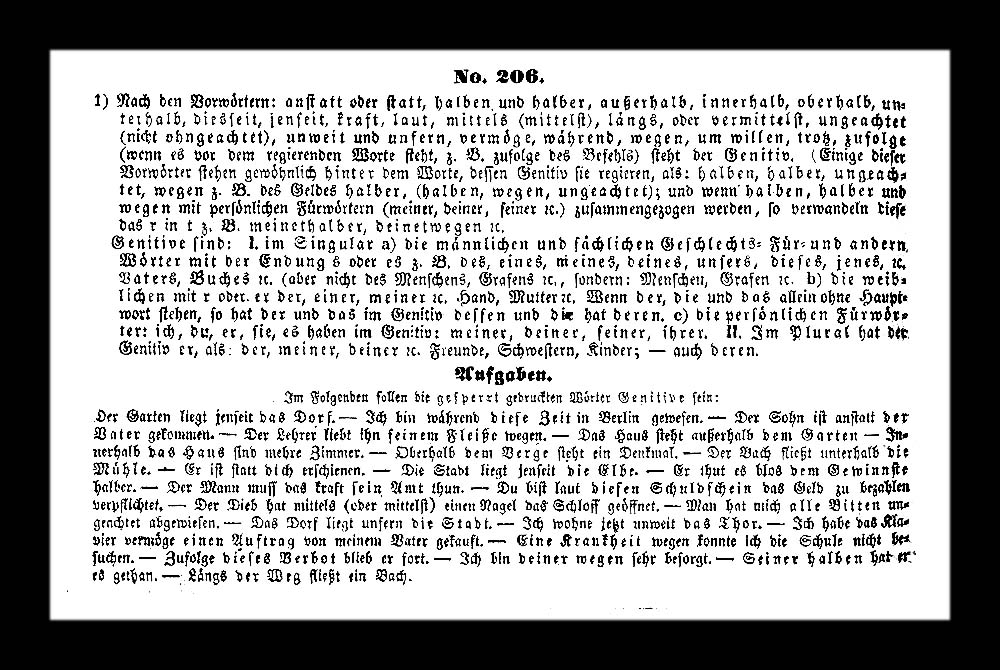
Blatt 206: Erste Genitivregel

Bis zum Erscheinen amtlicher Regelwerke für die Rechtschreibung ab dem Jahr 1879 mussten jeder Lehrer bzw. jedes Lehrerkollegium einer Schule festlegen, nach welchen Regeln die Schüler im „richtigen“ Schreiben unterrichtet werden sollten. Da dies bereits im 18. Jahrhundert als misslich empfunden wurde und Werke wie Adelungs Vollständige Anweisung zur Deutschen Orthographie wegen ihres Umfangs als Schulbuch nicht geeignet waren, machten immer wieder einzelne Lehrer den Versuch, Schreiblehren, kurzgefasste Regelwerke oder andere Hilfsmittel zur Erleichterung und Vereinheitlichung des Rechtschreibunterrichts zu schaffen.
Ein solches Werk waren auch Baumgartens Orthographische Vorlegeblätter und Uebungsstücke, die er 1807 erstmals herausbrachte und die in zahlreichen erweiterten Neuauflagen nationale Verbreitung fanden. Dabei waren die Rückseiten aller Blätter des Buchs leer und konnten so für den Unterricht herausgetrennt, auf Pappe geklebt und den Schülerinnen und Schülern vorgelegt werden, woher der Titel Vorlegeblätter rührt. Dem Werk wurden zwei Foliobogen beigegeben, auf denen noch einmal alle Grundregeln zur Rechtschreibung, Zeichensetzung und Grammatik zusammengefasst abgedruckt sind; auch diese Bogen sollten auf Pappe geklebt und dann im Klassenraum zum jederzeitigen Nachsehen aufgehängt werden. Baumgartens Vorlegeblätter wurden nach 1807 insgesamt neun Mal neu aufgelegt; die letzte Neubearbeitung erschien wenige Wochen vor seinem Tod 1847.

## Schriften
- Kleiner Briefsteller für Landschulen. Nebst einer Erklärung gangbarer fremder, besonders auch französischer Wörter und hinzugefügter Aussprache der letzteren, zugleich brauchbar für Dorfvorsteher und andere Landleute. Magdeburg 1799.
  - 2. vermehrte und verbesserte Auflage, Keil, Magdeburg 1804. 119 S., 8°.
  - 4. Auflage, Magdeburg 1820.
  - 5. verbesserte und vermehrte Auflage, W. Heinrichshofen, Magdeburg 1824. 8°.
  - 6. Auflage, W. Heinrichshofen, Magdeburg 1830.
- Die Katechisirkunst. Ein Handbuch für Anfänger und Ungeübte in derselben, nebst einigen Katechisationen. 2 Bände, Aue-Verlag, Köthen 1803/1805; 2. verbesserte Auflage ebd. 1822/1826.* Anweisung zum Briefschreiben für Bürgerschulen. Keil, Magdeburg 1805. 112 S., 8°.
- Kleiner Briefsteller für Mädchenschulen. Keil, Magdeburg 1807. 116 S., 8°; 24. Auflage Magdeburg 1832, 8°.
- Liedersammlung für Landschulen. Mit einer Singstimme zur Verbesserung und Beförderung des ländlichen Volksgesanges. Barth, Leipzig 1807.
- Orthographische Vorlegeblätter und Uebungsstücke. Ein Hülfsmittel zur Erleichterung und Beförderung des Unterrichts in der Rechtschreibung und des Gebrauchs des Genitiv’s, Dativ’s und Accusativ’s; nicht blos für Volksschulen in Städten und Dörfern, sondern auch für die untern Klassen höherer Volksschulen brauchbar. Barth, Leipzig 1807.
  - 3. verbesserte Auflage, J.J. Märker, Reutlingen 1814.
  - 5. verbesserte Auflage, Barth, Leipzig 1818.
  - 6. verbesserte Auflage, Barth, Leipzig 1821.
  - 8. verbesserte Auflage, Barth, Leipzig 1830.
  - 9. verbesserte Auflage, Barth, Leipzig 1838.
  - 10. verbesserte Auflage, Barth, Leipzig 1847.
- Handbuch für Volksschullehrer, welche die neuesten und zweckmäßigsten Lehrmethoden kennenlernen wollen 3 Bände, Basse, Quedlinburg 1817/1826/1828
- Handbuch für Lehrer, welche zu gleicher Zeit zwei oder drei Schülerabtheilungen nach verschiedenen Abstufungen im Kopfrechnen üben wollen. Mit kurzen Andeutungen zur leichten Berechnung der hier gelieferten Aufgaben und mit Erläuterungen dieser Andeutungen durch Beispiele. 3 Teile. Basse, Quedlinburg 1827.
- Anleitung zur Anfertigung schriftlicher Aufsätze, in geordneter Stufenfolge von den einfachsten Uebungen. Ein Hand- und Hülfsbuch für Lehrer in Volks- und Bürgerschulen, so wie in den untern Klassen der Gymnasien. Barth, Leipzig 1830; 2. verbesserte Auflage ebd. 1835.